# 틀로스
틀로스(Tlos)는 튀르키예 안탈리아 주의 리키아 영역의 가장 중요한 종교적인 중심지 중의 하나로 알려져 있다.
그곳은 전설적인 영웅 벨레로폰과 그의 천마 페가수스가 살았던 곳이다. 고고학적 발굴로 리키아 영역의 최고의 도시로 판정된 틀로스는 기원전 2000년 이전으로 연대 측정된다.
리키아의 6대 도시 중의 하나로 틀로스는 로마 제국에서 리키아 민족의 매우 빛나는 수도라는 칭호를 얻었다. 리키아 기록으로는 틀라와로 되어 있으며 결국 오스만 제국에 의해 거주되었다.

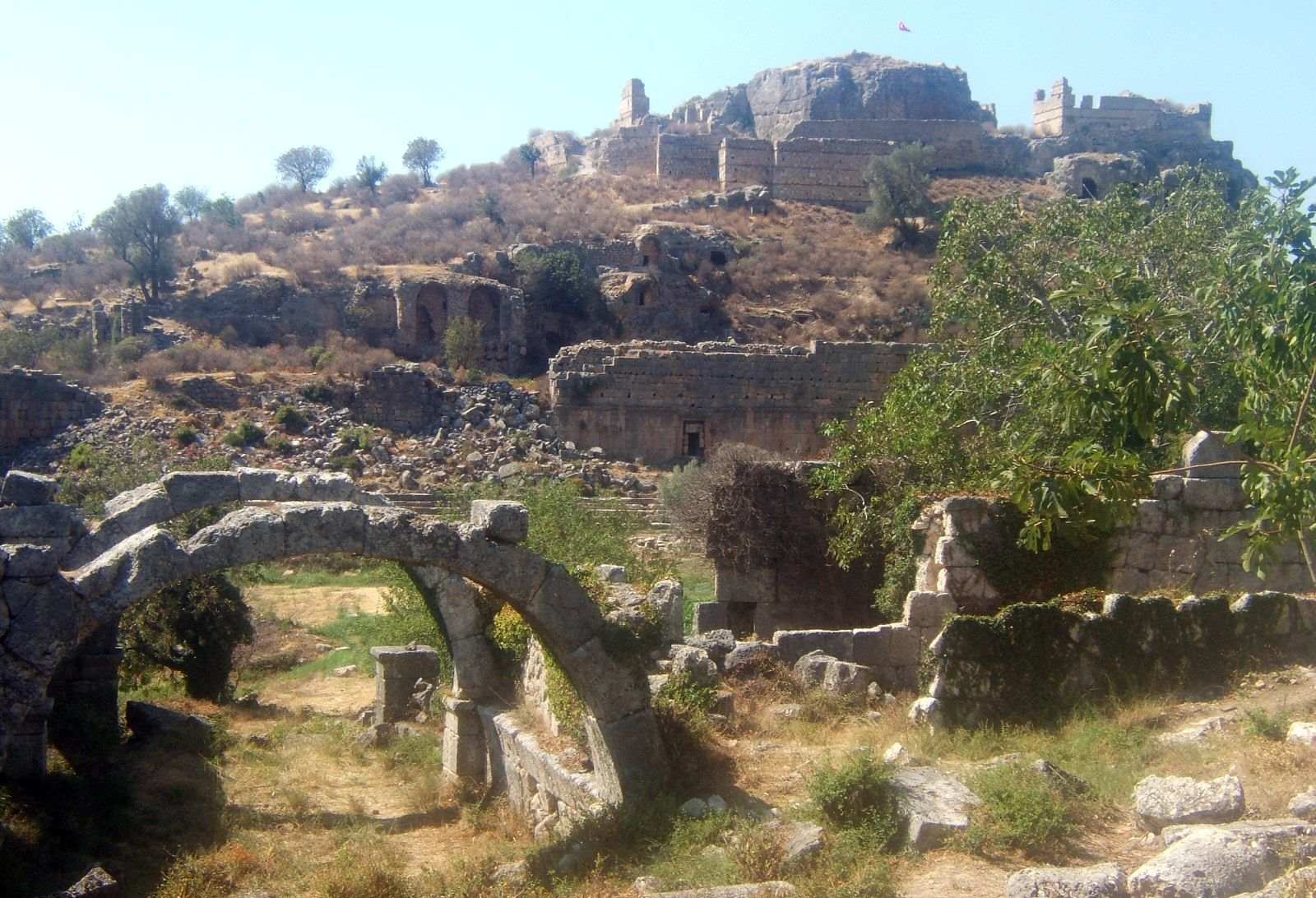
오늘날의 틀로스
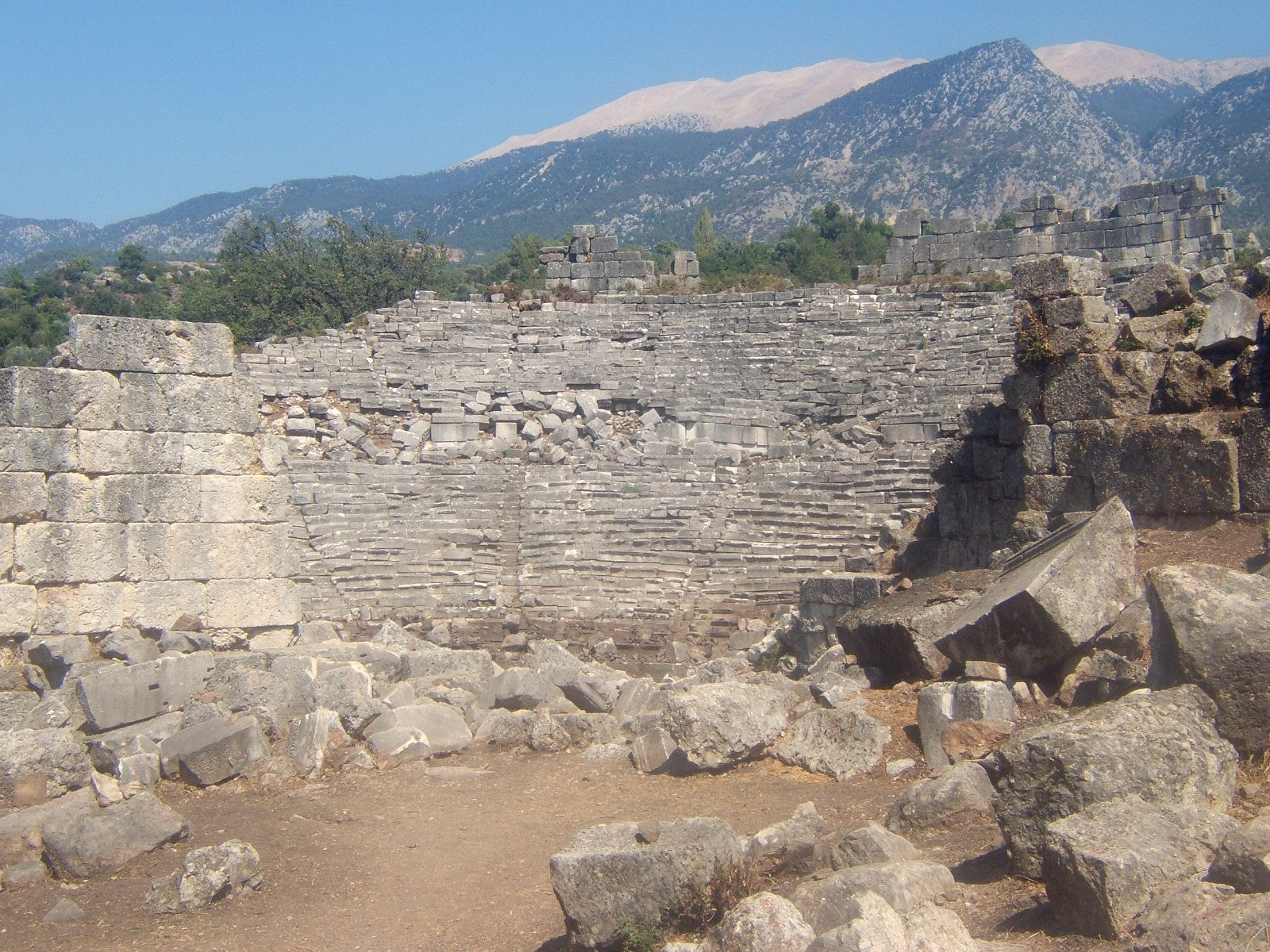
틀로스의 로마 원형 극장
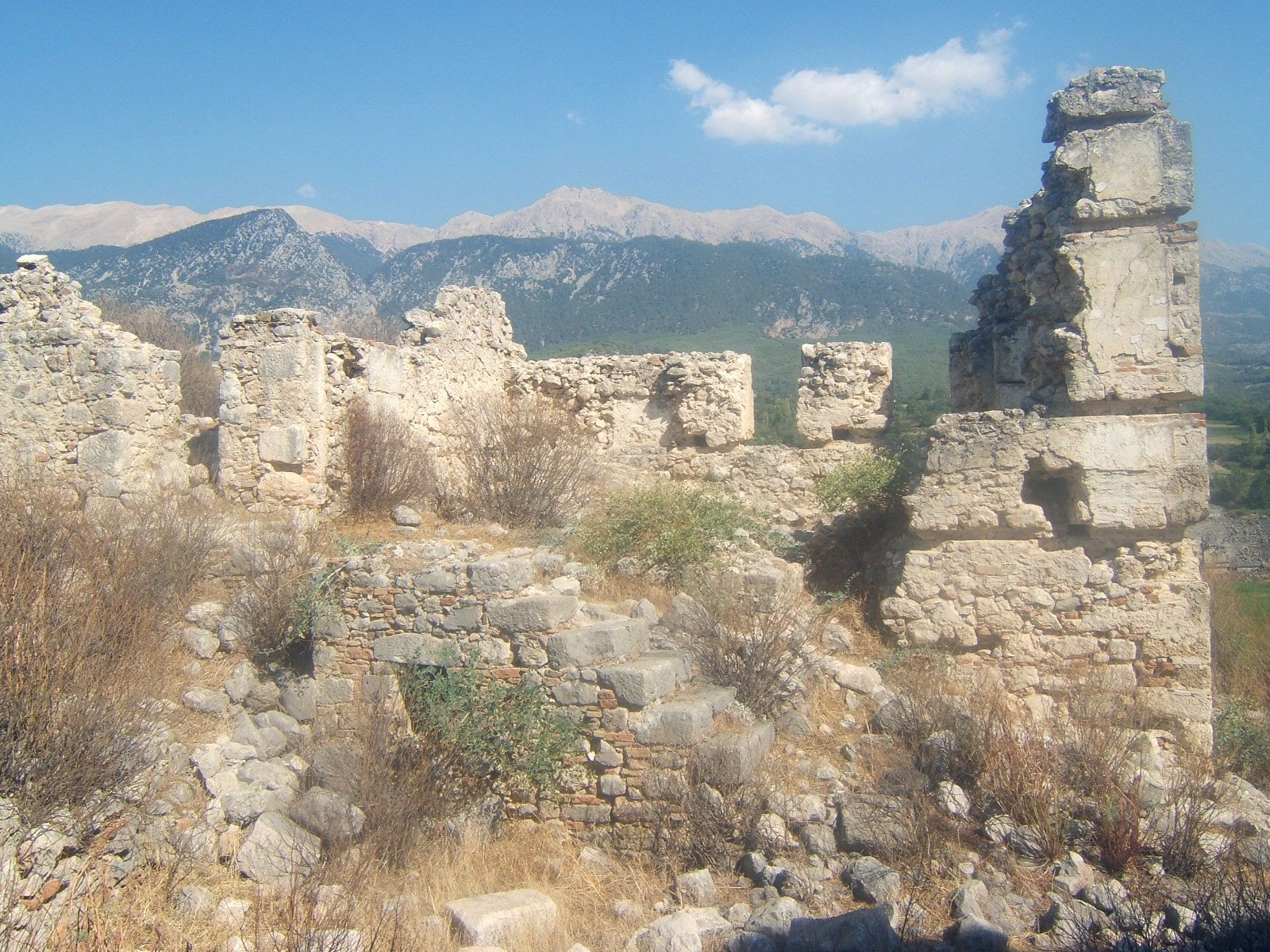
오스만 제국 시대의 성곽 유적